# لاله کوهی
لالهٔ کوهی (نام علمی: Tulipa montana) نام یکی از گونه‌های سردهٔ لاله است. این گیاه در حدود ۱۵ سانتیمتر ارتفاع دارد. لالهٔ کوچکی است که دارای دو شکل با دو رنگ مختلف می‌باشد. گل‌های آن یا به رنگ زرد خالص یا به رنگ قرمز با لکهٔ سیاه متمایل به سبز در قاعدهٔ داخلی خود می‌باشد. قطعات گلپوش این گونه در حدود ۴ سانتیمتر طول دارند. در محل‌هایی که دو رنگ مختلف این گونه با یکدیگر می‌رویند شانس یافتن حد فاصل آنها به رنگ مخلوط کم و بیش نارنجی نیز وجود دارد. پوشینه‌های قهوه‌ای پررنگ پیازهای کوچک آن در سمت داخلی نمدی است. پراکندگی آن زیاد بوده ولی به خصوص در کوه‌های البرز و تا حدود ۳۰۰۰ متر ارتفاع فراوان یافت می‌شود. در ماه اردیبهشت و خرداد می‌روید.